# 千葉農政事務所
千葉農政事務所（ちばのうせいじむしょ）は、農林水産省の地方支分部局である関東農政局の出先機関だった。
2011年9月1日施行の「農林水産省設置法の一部を改正する法律」によって廃止された。

## 組織
- 千葉地域センター（千葉市中央区本千葉町）
  - 君津支所（君津市南子安1-2-24）
  - 匝瑳支所（匝瑳市春海7413）

## 管内事務所
- 利根川水系土地改良調査管理事務所（柏市根戸）
  - 利根川水系土地改良調査管理事務所
- 両総農業水利事業所（東金市松之郷）
  - 両総農業水利事業所
- 北総中央農業水利事業所（八街市八街）
  - 北総中央農業水利事業所